# Quinteto para piano (Brahms)
El quinteto para piano en fa menor, opus 34, es una composición de Johannes Brahms completada durante el verano de 1864 y publicada en 1865, después de varias revisiones. Fue dedicada a la princesa Anne de Hesse-Darmstadt. Como quinteto para piano, está escrito para piano y cuarteto de cuerdas.

## Estructura
La pieza consta de cuatro movimientos:
1. Allegro non troppo  (Fa menor)
2. Andante, un poco Adagio  (La bemol mayor)
3. Scherzo : Allegro  (Do menor - Do mayor)
4. Final : Poco sostenuto - Allegro non troppo - Presto, non troppo  (Fa menor)

La obra comenzó como un quinteto de cuerdas (terminado en 1862 y creado para dos violines, viola y dos violonchelos). Brahms transcribió el quinteto en una sonata para dos pianos antes de tomar su forma definitiva. Brahms destruyó la versión original para quinteto de cuerdas, pero fue publicada como sonata opus 34 bis. Tanto el piano como las cuerdas desempeñan un papel igualmente importante en toda la obra.

### Primer movimiento
Este movimiento comienza con un tema al unísono en todos los instrumentos. Está en forma sonata con la exposición concluyendo en el modo mayor, que se aborda a través de un segundo tema en su paralelo enarmónico menor. El fuerte énfasis del primer tema prepara y suaviza esta modulación, así como su inversión con el enfoque de la repetición expositiva. Es notable que los otros primeros movimientos en forma sonata de Brahms, como la Sonata Op. 5 y la Sonata para clarinete op. 120/1: también tienen un tema expositivo de re mayor, y ambos también van seguidos de un movimiento lento en la bemol mayor.
En la recapitulación, el puente y la primera mitad del segundo tema se transponen por un quinto, y este último comienza en fa sostenido menor, antes de que se restablezca la tonalidad tónica en la mitad. Una pacífica coda posterior a la recapitulación en fa mayor se ve interrumpida por un regreso al tormentoso primer tema.

### Segundo movimiento
Este movimiento tranquilo está planteado en La bemol mayor, con un segundo tema en Mi mayor, enarmónicamente una tercera mayor inferior, como en el primer movimiento.

### Tercer movimiento
Este movimiento está en forma ternaria (ABA) siendo A un scherzo en Do menor (con un tema secundario en Do mayor y Mi bemol mayor) y B siendo un trío en Do mayor.
Este movimiento muestra la influencia del gran Quinteto de Cuerdas de Franz Schubert. Al igual que la obra maestra de Schubert, este movimiento también está en do menor/mayor, y termina de la misma manera que el final de Schubert, con un fuerte énfasis en la bemol supertónica re bemol, antes de la tónica final en do.

### Cuarto movimiento
El último movimiento "comienza lento y a tientas", con "los momentos más melancólicos de toda la obra". Una introducción comienza este movimiento, que recuerda armónicamente a los últimos cuartetos de cuerda de Beethoven. Tras una cadencia en el Do dominante, el violonchelo introduce el primer tema de la sonata-allegro, que debe su sencillez al interés de Brahms por la música folclórica húngara. Un puente vociferante y tormentoso conecta el primer tema con el segundo tema, que está en la clave dominante de modo menor (Fa). El tema de cierre expositivo, una versión entrecortada del primer tema, conduce a la recapitulación, que involucra un episodio de desarrollo que enfatiza el paralelo mayor. El final de la recapitulación conduce a una sección grave y tranquila en el tempo inicial de la introducción, pero podría decirse que es una simple reelaboración del tema de cierre expositivo (aunque en Fa menor). Esta breve sección modula a Do sostenido menor, lo que, si pertenece al Re bemol mayor del primer movimiento (como es el paralelo menor), puede simbolizar la odisea musical de toda la pieza. El tempo es presto para esta coda en fa menor muy extendida, que desarrolla un nuevo tema, así como el segundo tema de la sección allegro de la sonata, y finalmente culmina en un implacable estallido de pasión ardiente, proporcionando una conclusión intensa para toda la pieza.

## Grabaciones
De las grabaciones de esta pieza, destacan la de Arthur Rubinstein con el Cuarteto Guarneri y la de Sviatoslav Richter con el Cuarteto Borodin.